# IX Legislatura del Congreso Nacional de Venezuela
La IX Legislatura del Congreso Nacional de Venezuela inició el 23 de enero de 1994, tras las elecciones del 5 de diciembre de 1993. En este período legislativo Acción Democrática obtuvo la mayoría en la Cámara de Diputados y en el Senado. Finalizó el 23 de enero de 1999.

## Historia
Este período se caracterizó por el ascenso de fuerzas ajenas al bipartidismo en el Congreso, como La Causa Radical (LCR) y Movimiento al Socialismo (MAS), a diferencia de legislaturas anteriores donde los partidos tradicionales obtenían una abrumadora mayoría. Esta legislatura coincidió con el segundo gobierno de Rafael Caldera, del partido Convergencia, apoyado por el Movimiento al Socialismo. El gobierno de Caldera logró el apoyo del Congreso en muchas iniciativas parlamentarias importantes gracias al respaldo de Acción Democrática. 
Fue el penúltimo período del Congreso, antes de su disolución en 1999. De igual manera fue la última legislatura que cumplió los 5 años de período establecidos por la Constitución de 1961. El 11 de noviembre de 1998 sancionó la Ley Orgánica de Salud de Venezuela.

## Bancadas

### Senado
| Partido                  | Escaños |
| ------------------------ | ------- |
| Acción Democrática       | 16      |
| Copei                    | 14      |
| La Causa Radical         | 9       |
| Convergencia             | 6       |
| Movimiento al Socialismo | 5       |
| Total                    | 50      |
| Fuente: Nohlen           |         |

### Diputados
| Partido                           | Escaños |
| --------------------------------- | ------- |
| Acción Democrática                | 55      |
| Copei                             | 53      |
| La Causa Radical                  | 40      |
| Convergencia                      | 26      |
| Movimiento al Socialismo          | 24      |
| Partido Comunista de Venezuela    | 1       |
| Organización Renovadora Auténtica | 1       |
| Movimiento de Integridad Nacional | 1       |
| Movimiento Electoral del Pueblo   | 1       |
| Unión Republicana Democrática     | 1       |
| Nueva Generación Democrática      | 1       |
| Total                             | 203     |
| Fuente: Nohlen                    |         |

## Senadores
| Entidad federal  | Senador                                                            | Partido político         |
| ---------------- | ------------------------------------------------------------------ | ------------------------ |
| Distrito Federal | José Lira                                                          | La Causa Radical         |
| Distrito Federal | Freddy Muñoz                                                       | Convergencia             |
| Amazonas         | José Bernabé Gutiérrez (1994-1996) Vittorio De Stefano (1996-1999) | Acción Democrática       |
| Amazonas         | Yolanda Escobar de Silva (1994-1995) Augusto Ortega (1995-1999)    | Copei                    |
| Anzoátegui       | Roberto Armas Alfonso                                              | La Causa Radical         |
| Anzoátegui       | Otto Padrón Guevara                                                | Acción Democrática       |
| Apure            | José Gregorio Montilla                                             | Acción Democrática       |
| Apure            | Edgar Celis                                                        | Copei                    |
| Aragua           | José Rodríguez                                                     | La Causa Radical         |
| Aragua           | Didalco Bolívar (1994-1996) Cristóbal Fernández (1996-1999)        | Movimiento al Socialismo |
| Barinas          | Rafael Rosales Peña (1994-1996) Adela Muñoz (1996-1999)            | Acción Democrática       |
| Barinas          | Enrique Carmona                                                    | Copei                    |
| Bolívar          | Lucas Matheus                                                      | La Causa Radical         |
| Bolívar          | Leopoldo Sucre                                                     | Acción Democrática       |
| Carabobo         | Lisandro Estopiñán                                                 | Movimiento al Socialismo |
| Carabobo         | Roger Capella                                                      | La Causa Radical         |
| Cojedes          | Haydée Castillo                                                    | Copei                    |
| Cojedes          | José Gregorio Lozada                                               | Acción Democrática       |
| Delta Amacuro    | Simplicio Hernández                                                | Movimiento al Socialismo |
| Delta Amacuro    | Apolinar Martínez                                                  | Copei                    |
| Falcón           | Arístides Beaujon                                                  | Copei                    |
| Falcón           | Idelmaro Villasmil                                                 | Acción Democrática       |
| Guárico          | Andrés Scott Scott                                                 | Copei                    |
| Guárico          | Antonio Ledezma (1994-1996) Parminio González (1996-1999)          | Acción Democrática       |
| Lara             | Orlando Fernández (1994-1996) Darío Conde (1996-1999)              | Movimiento al Socialismo |
| Lara             | Angela Cardoza                                                     | Movimiento al Socialismo |
| Mérida           | Williams Dávila (1994-1996) Alberto Newman (1996-1999)             | Acción Democrática       |
| Mérida           | Bernardo Celis                                                     | Convergencia             |
| Miranda          | Carlos Moros Ghersy                                                | Copei                    |
| Miranda          | Alberto Müller Rojas                                               | La Causa Radical         |
| Monagas          | Armando Sánchez                                                    | Acción Democrática       |
| Monagas          | Pedro Cardier                                                      | Copei                    |
| Nueva Esparta    | Virgilio Ávilas Vivas                                              | Acción Democrática       |
| Nueva Esparta    | Rafael Tovar                                                       | Copei                    |
| Portuguesa       | Humberto Celli Gerbasi                                             | Acción Democrática       |
| Portuguesa       | Eduardo Gómez                                                      | Movimiento al Socialismo |
| Sucre            | Luis Marcano Barrios                                               | Acción Democrática       |
| Sucre            | Marcos López Inserni                                               | Movimiento al Socialismo |
| Táchira          | Ricardo Méndez Moreno                                              | Acción Democrática       |
| Táchira          | Edgar Florez Pérez                                                 | Copei                    |
| Trujillo         | Lewis Pérez                                                        | Acción Democrática       |
| Trujillo         | Pedro Pablo Aguilar                                                | Copei                    |
| Yaracuy          | Juan José Caldera                                                  | Convergencia             |
| Yaracuy          | Felipe Montilla                                                    | Copei                    |
| Zulia            | Hilarión Cardozo                                                   | Copei                    |
| Zulia            | Luis Vera Gómez                                                    | Acción Democrática       |

### Senadores vitalicios
| Senador              | Partido político   | Período   |
| -------------------- | ------------------ | --------- |
| Luis Herrera Campins | Copei              | 1984-1999 |
| Jaime Lusinchi       | Acción Democrática | 1989-1999 |
| Carlos Andrés Pérez  | Acción Democrática | 1994-1996 |

## Diputados
| Entidad federal  | Diputado                                               | Circuito     | Partido político                  |
| ---------------- | ------------------------------------------------------ | ------------ | --------------------------------- |
| Distrito Federal | Ernesto González                                       | 1            | La Causa Radical                  |
| Distrito Federal | Alfredo Ramos                                          | 2            | La Causa Radical                  |
| Distrito Federal | Enrique Núñez                                          | 3            | Acción Democrática                |
| Distrito Federal | Carlos Melo                                            | 4            | La Causa Radical                  |
| Distrito Federal | José Albornoz                                          | 5            | La Causa Radical                  |
| Distrito Federal | David Paravisini                                       | 6            | La Causa Radical                  |
| Distrito Federal | Pablo Medina                                           | 7            | La Causa Radical                  |
| Distrito Federal | Enrique Ochoa Antich                                   | 8            | Movimiento al Socialismo          |
| Distrito Federal | Vladimir Villegas                                      | 9            | La Causa Radical                  |
| Distrito Federal | Lelis Páez                                             | 10           | La Causa Radical                  |
| Distrito Federal | Luis Emilio Rondón                                     | Proporcional | Acción Democrática                |
| Distrito Federal | Paulina Gamus                                          | Proporcional | Acción Democrática                |
| Distrito Federal | Johan Rodríguez                                        | Proporcional | Acción Democrática                |
| Distrito Federal | Gonzalo Pérez Hernández                                | Proporcional | Movimiento de Integridad Nacional |
| Distrito Federal | Luis Manuel Esculpi                                    | Proporcional | Movimiento al Socialismo          |
| Distrito Federal | Miguel Capriles                                        | Proporcional | Convergencia                      |
| Distrito Federal | Manuel Isidro Molina                                   | Proporcional | Movimiento al Socialismo          |
| Distrito Federal | Gustavo Tarre Briceño                                  | Proporcional | Copei                             |
| Distrito Federal | Armando Capriles                                       | Proporcional | Copei                             |
| Distrito Federal | Luis Rizek                                             | Proporcional | Copei                             |
| Amazonas         | José Fuentes                                           | 1            | Acción Democrática                |
| Amazonas         | Luis Aquiles Moreno                                    | 2            | Acción Democrática                |
| Amazonas         | Pedro Javier Pulido                                    | Proporcional | Copei                             |
| Amazonas         | Carmen Cardozo                                         | Proporcional | Movimiento al Socialismo          |
| Anzoátegui       | José Antonio Padilla                                   | 1            | Acción Democrática                |
| Anzoátegui       | Oswaldo Hernández                                      | 2            | La Causa Radical                  |
| Anzoátegui       | Alexis Rosas                                           | 3            | La Causa Radical                  |
| Anzoátegui       | Arnaldo Cogorno                                        | 4            | La Causa Radical                  |
| Anzoátegui       | Cristóbal Osorio                                       | 5            | La Causa Radical                  |
| Anzoátegui       | Carlos Canache                                         | Proporcional | Acción Democrática                |
| Anzoátegui       | Pedro Tabata                                           | Proporcional | Acción Democrática                |
| Anzoátegui       | Salim Rahme                                            | Proporcional | Copei                             |
| Anzoátegui       | Nelso Luis Martínez                                    | Proporcional | Copei                             |
| Anzoátegui       | Humberto Moya                                          | Proporcional | Convergencia                      |
| Apure            | Lilian Arvelo                                          | 1            | Acción Democrática                |
| Apure            | Hugo Márquez                                           | 2            | Acción Democrática                |
| Apure            | Carlos Alvarado                                        | Proporcional | Copei                             |
| Aragua           | Jesús Elorza                                           | 1            | Movimiento al Socialismo          |
| Aragua           | Elvis Amoroso                                          | 2            | La Causa Radical                  |
| Aragua           | José Gómez Febres                                      | 3            | Movimiento al Socialismo          |
| Aragua           | Jesús Sisco                                            | 4            | La Causa Radical                  |
| Aragua           | Oldman Botello                                         | 5            | Movimiento al Socialismo          |
| Aragua           | Samuel Ruh Ríos                                        | 6            | Movimiento al Socialismo          |
| Aragua           | Oscar Álvarez                                          | Proporcional | La Causa Radical                  |
| Aragua           | Luis Rosendo Hernández                                 | Proporcional | Copei                             |
| Aragua           | Edgar Benarroch                                        | Proporcional | Copei                             |
| Aragua           | Oswaldo Russo                                          | Proporcional | Convergencia                      |
| Aragua           | Fermín Carques                                         | Proporcional | Convergencia                      |
| Aragua           | Pablo González                                         | Proporcional | Acción Democrática                |
| Barinas          | Eustacio Parada                                        | 1            | Acción Democrática                |
| Barinas          | Miguel Sánchez                                         | 2            | Acción Democrática                |
| Barinas          | Marco Villafañes                                       | Proporcional | Copei                             |
| Barinas          | Enrique Carmona                                        | Proporcional | Convergencia                      |
| Bolívar          | Jorge Reyes                                            | 1            | La Causa Radical                  |
| Bolívar          | Eusterio Benítez                                       | 2            | La Causa Radical                  |
| Bolívar          | Pastora Medina                                         | 3            | La Causa Radical                  |
| Bolívar          | Jorge Royg                                             | 4            | La Causa Radical                  |
| Bolívar          | Víctor Moreno                                          | 5            | La Causa Radical                  |
| Bolívar          | Aquímides Licett                                       | Proporcional | La Causa Radical                  |
| Bolívar          | Edgar Vallee                                           | Proporcional | Acción Democrática                |
| Bolívar          | Rafael Marín                                           | Proporcional | Acción Democrática                |
| Bolívar          | Rafael Rodríguez                                       | Proporcional | Copei                             |
| Carabobo         | Henrique Salas Feo                                     | 1            | Copei                             |
| Carabobo         | Julio Mayaudon                                         | 2            | Movimiento al Socialismo          |
| Carabobo         | Francisco González                                     | 3            | Movimiento al Socialismo          |
| Carabobo         | Julio Castillo                                         | 4            | Movimiento al Socialismo          |
| Carabobo         | Pedro Solovey                                          | 5            | Movimiento al Socialismo          |
| Carabobo         | Castor D. Lorenzo                                      | 6            | Movimiento al Socialismo          |
| Carabobo         | Juan Sosa Maury                                        | 7            | Movimiento al Socialismo          |
| Carabobo         | Gustavo Márquez                                        | 8            | Movimiento al Socialismo          |
| Carabobo         | Gustavo Hernández                                      | Proporcional | La Causa Radical                  |
| Carabobo         | Orlando Contreras Pulido                               | Proporcional | Copei                             |
| Carabobo         | Alberto Salcedo                                        | Proporcional | La Causa Radical                  |
| Carabobo         | Henry Ramos Allup                                      | Proporcional | Acción Democrática                |
| Carabobo         | Justo López                                            | Proporcional | Copei                             |
| Carabobo         | José Vargas                                            | Proporcional | La Causa Radical                  |
| Carabobo         | Oscar Celli Gerbasi                                    | Proporcional | Acción Democrática                |
| Carabobo         | Alirio Hernández                                       | Proporcional | La Causa Radical                  |
| Cojedes          | Henry Bencid                                           | 1            | Copei                             |
| Cojedes          | Alfredo Uzcátegui                                      | 2            | Copei                             |
| Cojedes          | Amílcar Aponte                                         | Proporcional | Acción Democrática                |
| Delta Amacuro    | Armando Salazar                                        | 1            | Movimiento al Socialismo          |
| Delta Amacuro    | Alejandro Cequea                                       | 2            | Copei                             |
| Delta Amacuro    | Tito López                                             | Proporcional | Copei                             |
| Falcón           | Vladimir Petit                                         | 1            | Copei                             |
| Falcón           | Luis Stefanelli                                        | 2            | Copei                             |
| Falcón           | José Curiel                                            | 3            | Copei                             |
| Falcón           | Miguel Ángel Paz                                       | Proporcional | Convergencia                      |
| Falcón           | Mabelys de León Ponce                                  | Proporcional | Acción Democrática                |
| Falcón           | Hugo Hernández                                         | Proporcional | Convergencia                      |
| Falcón           | Arnaldo Morales                                        | Proporcional | Acción Democrática                |
| Guárico          | Héctor Corro                                           | 1            | Acción Democrática                |
| Guárico          | Liliana Hernández                                      | 2            | Acción Democrática                |
| Guárico          | Manuel Oropeza                                         | 3            | Acción Democrática                |
| Guárico          | Douglas Dager                                          | Proporcional | Copei                             |
| Guárico          | Eduardo Manuitt                                        | Proporcional | La Causa Radical                  |
| Guárico          | Hindenburgo Becerra                                    | Proporcional | Convergencia                      |
| Lara             | Esperanza Lameda                                       | 1            | Movimiento al Socialismo          |
| Lara             | Rafael Molina                                          | 2            | Movimiento al Socialismo          |
| Lara             | Juan Páez                                              | 3            | Movimiento al Socialismo          |
| Lara             | Segundo Meléndez                                       | 4            | Movimiento al Socialismo          |
| Lara             | Elvin Quero                                            | 5            | Movimiento al Socialismo          |
| Lara             | José Luis Yépez                                        | 6            | Movimiento al Socialismo          |
| Lara             | Gastón Vera                                            | Proporcional | Acción Democrática                |
| Lara             | Ibrahim Sánchez                                        | Proporcional | Copei                             |
| Lara             | Gonzalo Arévalo                                        | Proporcional | Acción Democrática                |
| Lara             | Ramón Guillermo Aveledo                                | Proporcional | Copei                             |
| Lara             | Antonio Herera                                         | Proporcional | La Causa Radical                  |
| Lara             | Alejandro Gómez                                        | Proporcional | Acción Democrática                |
| Mérida           | Manuel Mora Izarra                                     | 1            | Acción Democrática                |
| Mérida           | Francisco Rivas                                        | 2            | Convergencia                      |
| Mérida           | Germán Monzón Salas                                    | 3            | Convergencia                      |
| Mérida           | Jesús Rojas                                            | Proporcional | Copei                             |
| Mérida           | Ramón Paredes                                          | Proporcional | Copei                             |
| Mérida           | Héctor Alonso López                                    | Proporcional | Acción Democrática                |
| Miranda          | Jesús Pérez                                            | 1            | La Causa Radical                  |
| Miranda          | Freddy Gutiérrez                                       | 2            | La Causa Radical                  |
| Miranda          | Miguel Henrique Otero                                  | 3            | Convergencia                      |
| Miranda          | Paciano Padrón                                         | 4            | Copei                             |
| Miranda          | José Bottini                                           | 5            | La Causa Radical                  |
| Miranda          | José Alvarado                                          | 6            | La Causa Radical                  |
| Miranda          | Bernardo Álvarez Herrera                               | 7            | La Causa Radical                  |
| Miranda          | Ernando Durán                                          | 8            | La Causa Radical                  |
| Miranda          | Alí Rodríguez Araque                                   | 9            | La Causa Radical                  |
| Miranda          | Serafín Pacheco                                        | 10           | Acción Democrática                |
| Miranda          | Carmelo Lauría                                         | Proporcional | Acción Democrática                |
| Miranda          | Freddy Lepage                                          | Proporcional | Acción Democrática                |
| Miranda          | Luis Enrique Oberto                                    | Proporcional | Copei                             |
| Miranda          | Ramón Medina                                           | Proporcional | Copei                             |
| Miranda          | Johnny Díaz Apitz                                      | Proporcional | Copei                             |
| Miranda          | Nelson Chitty La Roche                                 | Proporcional | Copei                             |
| Miranda          | Luis Salas                                             | Proporcional | Movimiento al Socialismo          |
| Miranda          | José Uzcátegui                                         | Proporcional | Convergencia                      |
| Miranda          | Antonio Armas Camero                                   | Proporcional | Convergencia                      |
| Monagas          | Arístides Hospedales                                   | 1            | Acción Democrática                |
| Monagas          | Pedro Cabello Poleo                                    | 2            | Acción Democrática                |
| Monagas          | Héctor Wills                                           | 3            | Acción Democrática                |
| Monagas          | Antonio Adrian                                         | Proporcional | Copei                             |
| Monagas          | Jesús Alcázar                                          | Proporcional | La Causa Radical                  |
| Monagas          | Isolda Heredia                                         | Proporcional | Copei                             |
| Nueva Esparta    | Pastor Heydra                                          | 1            | Acción Democrática                |
| Nueva Esparta    | Felipe Rodríguez                                       | 2            | Acción Democrática                |
| Nueva Esparta    | José Fuentes                                           | Proporcional | Copei                             |
| Portuguesa       | Gelacio Cañizález                                      | 1            | Acción Democrática                |
| Portuguesa       | Miguel Ángel Colina                                    | 2            | Acción Democrática                |
| Portuguesa       | Trino Meleán (1994-1996) Ricardo Gutiérrez (1996-1999) | 3            | PCV /Convergencia                 |
| Portuguesa       | Juan José Briceño                                      | Proporcional | Movimiento al Socialismo          |
| Portuguesa       | Rafael Octavio Rivero                                  | Proporcional | Copei                             |
| Portuguesa       | Emilio López                                           | Proporcional | Copei                             |
| Sucre            | Luis Martínez                                          | 1            | Movimiento al Socialismo          |
| Sucre            | Douglas Nassar                                         | 2            | Acción Democrática                |
| Sucre            | Miguel Ocque                                           | 3            | Acción Democrática                |
| Sucre            | Rosa Hernández                                         | 4            | Acción Democrática                |
| Sucre            | Edgar Mata                                             | Proporcional | La Causa Radical                  |
| Sucre            | Rafael Álvarez                                         | Proporcional | Copei                             |
| Sucre            | Victor D'Paola                                         | Proporcional | Movimiento al Socialismo          |
| Táchira          | César Pérez Vivas                                      | 1            | Copei                             |
| Táchira          | Heriberto Manrrique                                    | 2            | Acción Democrática                |
| Táchira          | Ernesto Contreras                                      | 3            | Copei                             |
| Táchira          | Vianney Rodríguez                                      | 4            | Acción Democrática                |
| Táchira          | Federico Ramírez León                                  | Proporcional | Acción Democrática                |
| Táchira          | Walter Márquez                                         | Proporcional | Movimiento al Socialismo          |
| Táchira          | Lindolfo Contreras                                     | Proporcional | Movimiento al Socialismo          |
| Táchira          | Rafael Rojas                                           | Proporcional | Copei                             |
| Trujillo         | Carlos Simón Olmos                                     | 1            | Acción Democrática                |
| Trujillo         | Luis Mazzari                                           | 2            | Acción Democrática                |
| Trujillo         | Juan Fernández                                         | 3            | Acción Democrática                |
| Trujillo         | Alejandro Sánchez                                      | Proporcional | Copei                             |
| Trujillo         | Walter Aragurén                                        | Proporcional | Convergencia                      |
| Trujillo         | Hernán Castellanos                                     | Proporcional | Copei                             |
| Yaracuy          | Cruz Galíndez                                          | 1            | Convergencia                      |
| Yaracuy          | Enrique Graterol                                       | 2            | Copei                             |
| Yaracuy          | César Gil                                              | Proporcional | Acción Democrática                |
| Yaracuy          | Arcomancio Planas                                      | Proporcional | Copei                             |
| Zulia            | Gualberto Feneite                                      | 1            | Copei                             |
| Zulia            | Ernesto Pardi                                          | 2            | Copei                             |
| Zulia            | José Rodríguez                                         | 3            | Copei                             |
| Zulia            | Alcibiades Castro                                      | 4            | Copei                             |
| Zulia            | Oscar Belloso                                          | 5            | Copei                             |
| Zulia            | Guillermo Yepes Boscán                                 | 6            | Copei                             |
| Zulia            | Armando Chumaceiro                                     | 7            | Copei                             |
| Zulia            | Luis Parodi                                            | 8            | Copei                             |
| Zulia            | Ángel Vera                                             | 9            | Copei                             |
| Zulia            | Manuel Marín                                           | 10           | Acción Democrática                |
| Zulia            | Alirio Figueroa                                        | 11           | Copei                             |
| Zulia            | Omar Barboza                                           | 12           | Acción Democrática                |
| Zulia            | Ixora Rojas                                            | Proporcional | Acción Democrática                |
| Zulia            | Adelsa Parra                                           | Proporcional | Acción Democrática                |
| Zulia            | Luis Serra                                             | Proporcional | Acción Democrática                |
| Zulia            | Isbelia Urdaneta                                       | Proporcional | Acción Democrática                |
| Zulia            | Rodrigo Cabezas                                        | Proporcional | Movimiento al Socialismo          |
| Zulia            | Oscar Rincón                                           | Proporcional | Movimiento al Socialismo          |
| Zulia            | Julio César Montoya                                    | Proporcional | Movimiento al Socialismo          |
| Zulia            | Noe Acosta                                             | Proporcional | La Causa Radical                  |
| Zulia            | Freddy Ibarra                                          | Proporcional | La Causa Radical                  |
| Zulia            | Mario Isea                                             | Proporcional | La Causa Radical                  |
| Zulia            | Alfredo Machado                                        | Proporcional | Convergencia                      |
| Zulia            | Leonardo Montiel                                       | Proporcional | Convergencia                      |

## Directiva
| Fecha                   | Presidente Senado        | Presidente Senado | Presidente Diputados    | Presidente Diputados |
| ----------------------- | ------------------------ | ----------------- | ----------------------- | -------------------- |
| 23/01/1994 - 23/01/1995 | Eduardo Gómez Tamayo     | CVG               | Carmelo Lauría          | AD                   |
| 23/01/1995 - 23/01/1996 | Eduardo Gómez Tamayo     | CVG               | Carmelo Lauría          | AD                   |
| 23/01/1996 - 23/01/1997 | Cristóbal Fernández Daló | MAS               | Ramón Guillermo Aveledo | COPEI                |
| 23/01/1997 - 23/01/1998 | Cristóbal Fernández Daló | MAS               | Ramón Guillermo Aveledo | COPEI                |
| 23/01/1998 - 23/01/1999 | Pedro Pablo Aguilar      | COPEI             | Ixora Rojas             | AD                   |